# Ben Aldridge
Benjamin Charles Aldridge (* 12. November 1985 in Exeter, England) ist ein britischer Schauspieler in Film, Fernsehen und Theater. Internationale Bekanntheit erlangte er unter anderem durch seine Rollen in der Actiondramaserie Eine Frau an der Front als Captain James sowie der DC-Serie Pennyworth in der Rolle des Thomas Wayne.

## Leben
Der 1985 in Exeter geborene Benjamin Charles Aldridge arbeitete mit dem National Youth Theatre zusammen und absolvierte an der Londoner Akademie für Musik und dramatische Kunst mit einem Stipendium der Genesis Foundation ein Studium für junge Schauspieler.
Am Coming Out Day 2020 outete sich der Schauspieler via Instagram als schwul, obwohl ihm Bekannte aus Karrieregründen davon abgeraten hatten. „Ich hatte große Angst. Aber ich kam gerade an einen Punkt, an dem ich das für mich beanspruchen musste; Es ging nicht so sehr darum, sich zu outen, sondern darum, zu behaupten, wer ich bin, und dabei ehrlich zu sein“, so Aldridge später. In der Folge bekleidete er wiederholt Rollen homosexueller Figuren im Film und Fernsehen und arbeitete mit schwulen und queeren Film- und Fernsehschaffenden zusammen, was er als befreiend empfand.

## Karriere
Ende der 2000er-Jahre gab Aldridge seinen Einstand in Fernsehfilmen und Episoden von Fernsehminiserien. Seinen Durchbruch im Fernsehen feierte der Schauspieler 2013 mit der Rolle des Captain James in 23 Episoden der Dramaserie Eine Frau an der Front. Es folgten weitere wichtige Rollen, wie in der Historienserie Reign als Antoine de Bourbon oder in fünf Folgen der Serie Fleabag. Von 2019 bis 2021 verkörperte er den Part des Thomas Wayne in der aufwendigen DC-Serienverfilmung Pennyworth an der Seite von Jack Bannon und Emma Paetz.
Sein Spielfilmdebüt gab er im Jahre 2013 in einer kleinen Nebenrolle als Baliff in Jonathan Teplitzkys romantischem Filmdrama Die Liebe seines Lebens mit Jeremy Irvine, Colin Firth, Stellan Skarsgård und Nicole Kidman. 2018 sah man ihn in Lennart Ruffs Mystery Drama Titan – Evolve or Die mit Sam Worthington, Taylor Schilling und Tom Wilkinson. Noch im selben Jahr spielte er die Hauptrolle des US-amerikanischen Komponisten und Pianisten George Gershwin in Jeff Vespas Historiendrama Paris Song.
Nach seinem Coming Out im Oktober 2020 war Aldridge als schwuler Kriminalermittler Matthew Venn in der britischen Fernsehserie The Long Call (2021) zu sehen, in der er die Hauptrolle bekleidete. Weitere Hauptrollen folgten 2022 in dem Liebesdrama Boys on Film 22: Love to Love You sowie als krebskranker Geliebter von Jim Parsons in Michael Showalters Spielfilm Spoiler Alert (2022), der auf dem Leben von Michael Ausiello basiert. In M. Night Shyamalans Thriller Knock at the Cabin (2023) ist Aldridge gemeinsam mit Jonathan Groff als schwules Pärchen zu sehen, das im Urlaub von Fremden überfallen und gefangen genommen wird.

## Filmografie (Auswahl)

### Filme
- 2013: Die Liebe seines Lebens (The Railway Man)
- 2018: Titan – Evolve or Die (The Titan)
- 2018: Paris Song
- 2022: Boys on Film 22: Love to Love You
- 2022: Spoiler Alert
- 2023: Knock at the Cabin

### Fernsehen
- 2008: Compulsion (Fernsehfilm)
- 2008: The Devil’s Whore (Fernsehminiserie, 1 Episode)
- 2009: Lewis – Der Oxford Krimi (Inspector Lewis Fernsehserie, 1 Episode)
- 2010: First Light (Fernsehfilm)
- 2010: Toast (Fernsehfilm)
- 2010–2011: Lark Rise to Candleford (Fernsehserie, 16 Episoden)
- 2011: Heavenly (Fernsehfilm)
- 2012: The Cricklewood Greats (Fernsehfilm)
- 2012: Vera – Ein ganz spezieller Fall (Vera; Fernsehserie, 1 Episode)
- 2013: Pramface (Fernsehserie, 1 Episode)
- 2013: Die Bibel (The Bible Fernsehminiserie, 1 Episode)
- 2013–2018: Eine Frau an der Front (Our Girl Fernsehserie, 23 Episoden)
- 2014–2015: Reign (Fernsehserie, 7 Episoden)
- 2015: DeTour (Fernsehfilm)
- 2016: Lucky Man (Fernsehserie, 2 Episoden)
- 2016–2019: Fleabag (Fernsehserie, 5 Episoden)
- 2019–2022: Pennyworth (Fernsehserie, 30 Episoden)
- 2021: The Long Call (Fernsehserie, 4 Episoden)

### Kurzfilme
- 2013: In the Night
- 2014: Happy Birthday to Me
- 2015: Synchronicity
- 2018: Admission
- 2019: Thrive